# Protipovodňová hráz

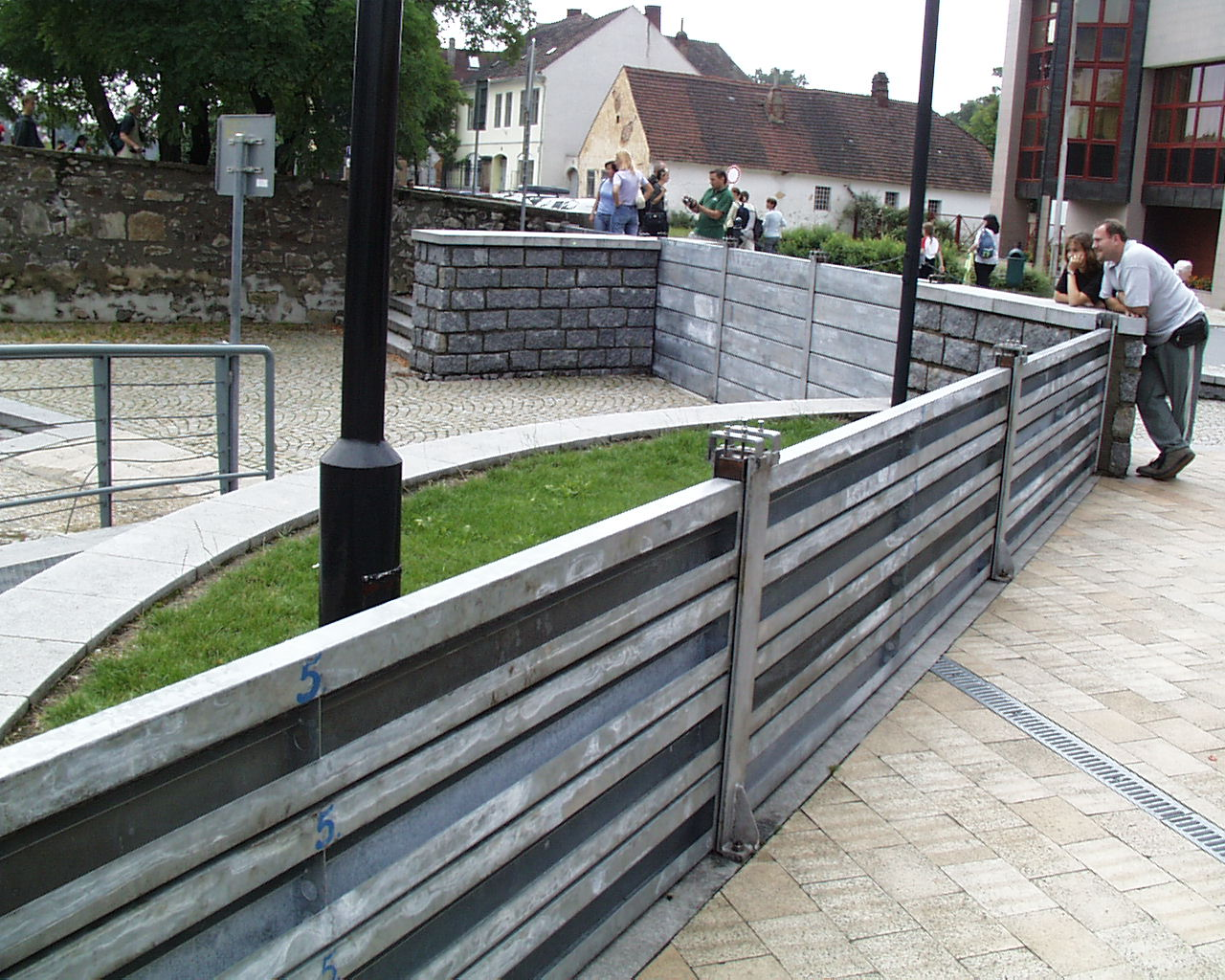
Detail mobilních protipovodňových zábran v Písku

Protipovodňová hráz je uměle vytvořená překážka, která ma za úkol odklonit či usměrnit rozvodněnou řeku nebo jiný vodní tok nebo vodní plochu.

## Valy a zdi

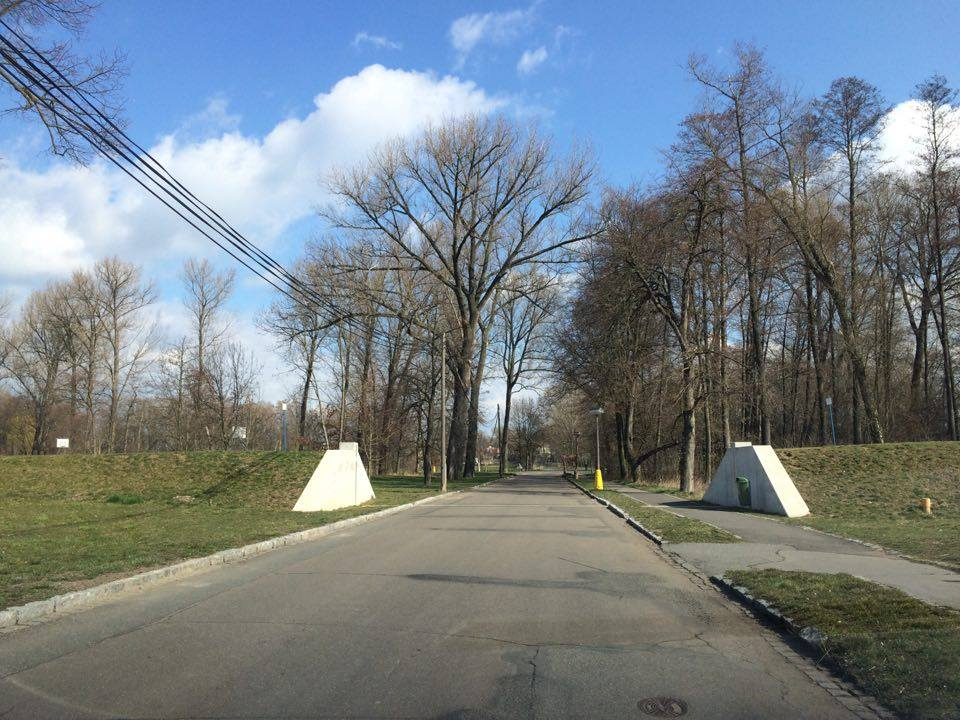
Protipovodňový val v Polabci

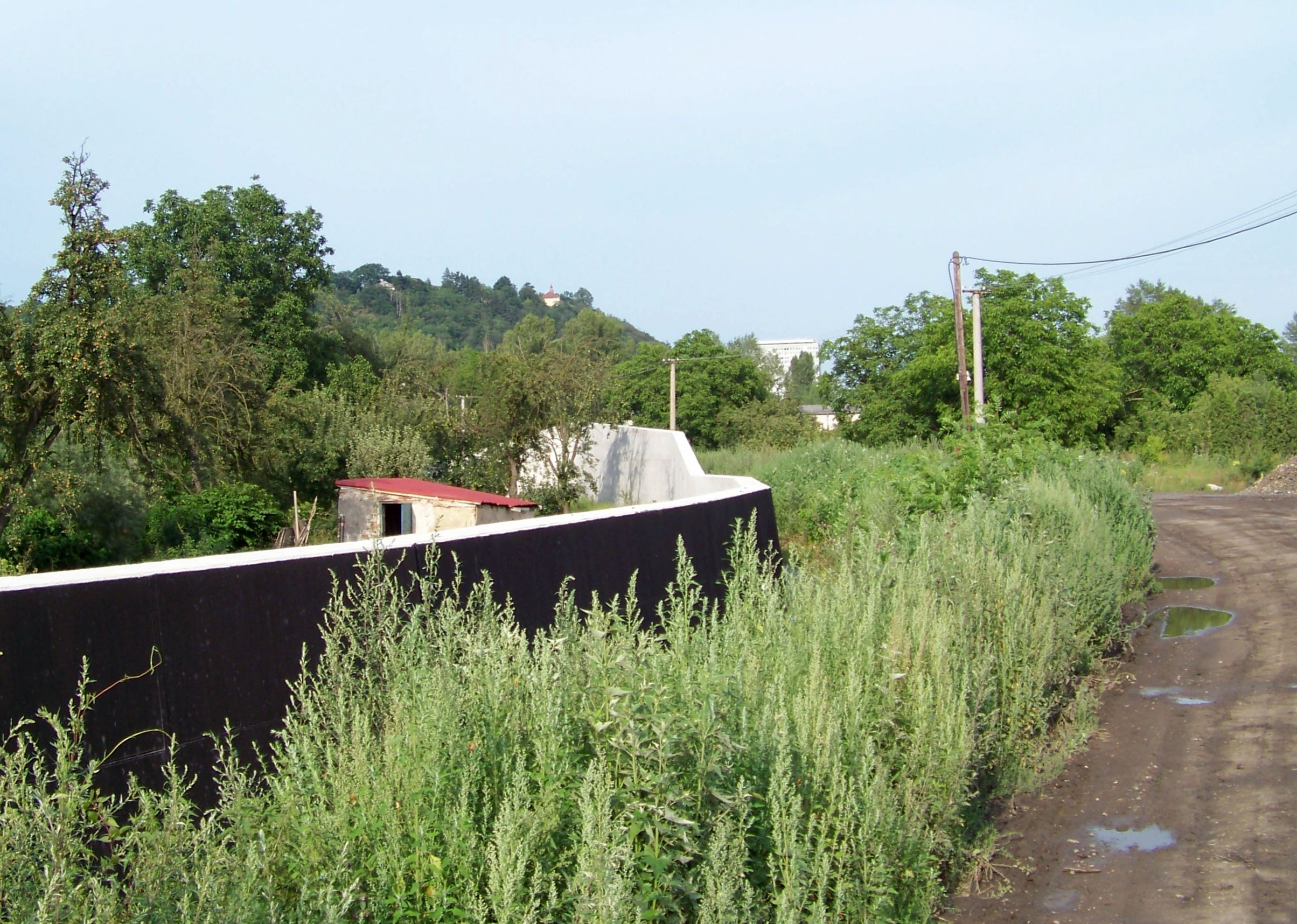
Protipovodňová zeď, Praha-Troja

Tradičním typem protipovodňové hráze je protipovodňový val, tedy zvýšený pás terénu zpravidla po délce vodního toku nebo kolem chráněného objektu v jeho blízkosti. Zpravidla je základ hráze tvořen zeminou, případně i štěrkem nebo velkými kameny. V místech, kde lze očekávat silnější proud vody, a ve městech se budují betonové či zděné hráze nebo nábřeží.

## Improvizované mobilní hráze

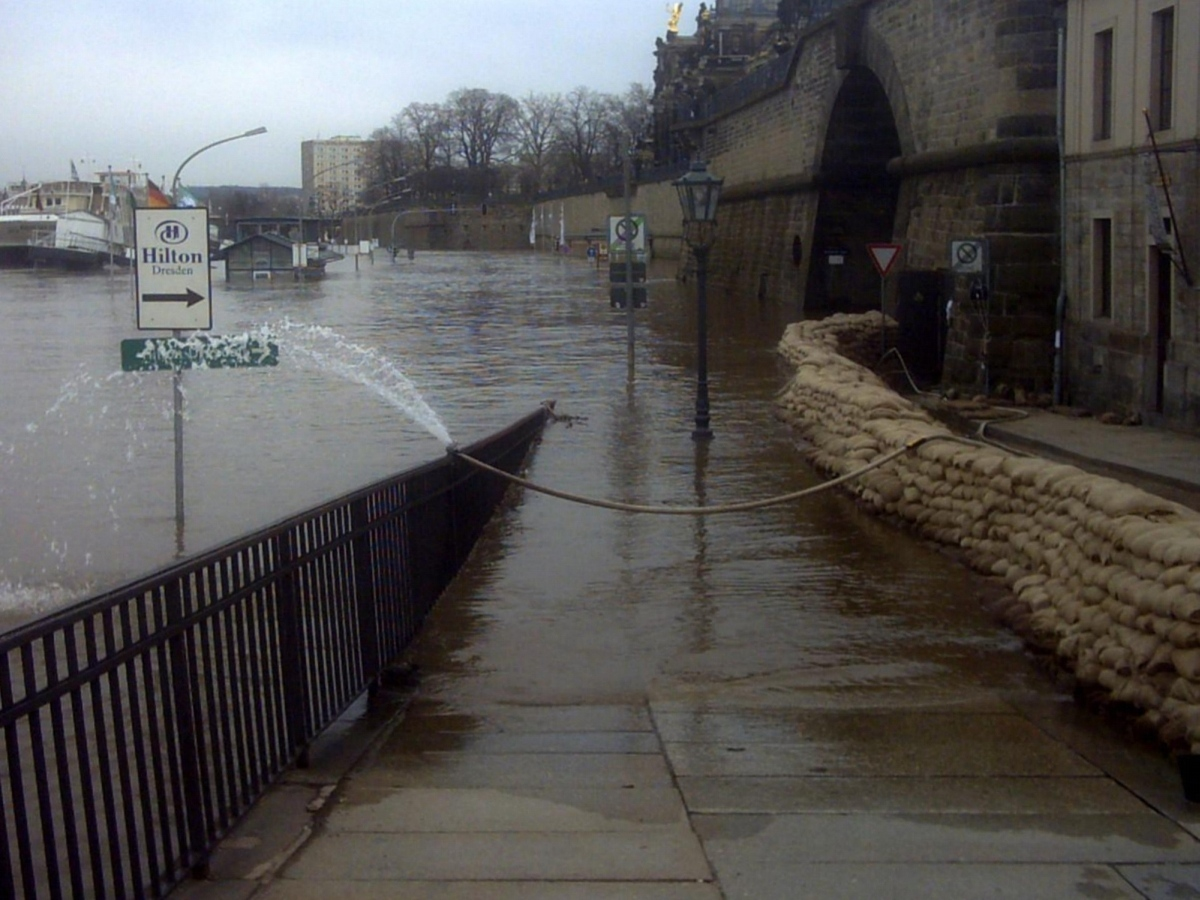
Protipovodňová hráz z pytlů s pískem (Drážďany 2006)

Jako improvizovaných mobilních hrází se tradičně používá zejména bariér z pytlů plněných pískem. (Podobného prostředku se používá ve válečných oblastech jako ochrany před ostřelováním.)
Protipovodňový vak je gumový nafukovací pás, který se před povodní položí do ochranné linie a napustí vodou. Před dobudováním definitivních ochranných opatření v pražském Karlíně byl dočasně v pohotovosti gumový vak, který by v případě ohrožení byl položen po linii bývalé Rakouské severozápadní dráhy a mohl by zmírnit následky slabší povodně.

## Mobilní kovové zábrany
V moderní době se ve funkci protipovodňové hráze používají, zejména v zastavěných oblastech, také mobilní protipovodňové zábrany. Vyrábějí se například z lehkých, ale pevných slitin hliníku a v případě povodňového ohrožení se instalují do předem připravených úchytů. Mobilní zábrany se dají postavit řádově za několik hodin. Skládají se z prefabrikovaných dílů, které se usazují na speciální drážku připravenou například v povrchu komunikace nebo na koruně protipovodňové zdi. Její stabilitu zajišťují podpůrné sloupy, které zvyšují schopnost odolání většímu tlaku vody. Výška zábrany závisí na okolnostech a potřebách jednotlivých oblastí. V podchodech či podjezdech nebo v místech přerušení protipovodňových zdí. Mobilní zábrany se osvědčily například při povodních v roce 2006, kdy chránily část Prahy, v roce 2002 naopak pro nedostatečnou výšku na několika místech zaplavení nezabránily.